# Isarda
Isarda fou un estat tributari protegit de l'Índia, jagir feudatari de Jaipur, format per 70 pobles. La capital Isarda és a la riba del riu Banas a uns 100 km al sud-est de Jaipur (ciutat), i disposava d'una ciutadella o fort, estan rodejada per una muralla; la població eren d'uns centenars de persones.
El jagir es va fundar a l'inici del segle XVII, per obra de Jhujhar Singh, thakur de Raisar i ancestre del clan rajawat. El 6 d'abril de 1730 va morir el thakur Koju Ram; posteriorment apareixen al govern Raghunath Singh i el seu fill Pratap Sing; va morir el 1892 sense fills, havent adoptat a un parent llunyà de nom Kunwar Balwant Singh que el va succeir el 1893 amb el nom de Sawai Singh; va tenir com successor al seu fill Bahadur Singh que no va tenir fills; va adoptar a unnebot, Jagat Singh, nascut el 15 d'octubre de 1949, que el va succeir però ja sense poder.